# Zapokivne, Ratne
Zapokivne (în ucraineană Запоківне) este un sat în comuna Kortelisî din raionul Ratne, regiunea Volînia, Ucraina.

## Demografie
Componența lingvistică a localității Zapokivne
     Ucraineană (99,4%)
     Alte limbi (0,6%)
Conform recensământului din 2001, majoritatea populației localității Zapokivne era vorbitoare de ucraineană (99,4%), existând în minoritate și vorbitori de alte limbi.